# Princeps senatus
Princeps senatus (plural principes senatus) era liderul Senatului roman. Deși oficial aflat în afara cursus honorum și fără a deține un imperium, acest oficiu aducea prestigiu enorm senatorului care-l deținea.
Princeps senatus nu reprezenta un mandat pe viață. Era ales de fiecare nouă pereche de cenzori (respectiv la un interval de cinci ani). Cenzorii puteau, însă, confirma un princeps senatus pentru o altă perioadă de cinci ani. A fost selectat dintre senatorii patricieni cu rang consular, de obicei foști cenzori. Candidatul care câștiga trebuia de obicei să fie un patrician cu un dosar politic impecabil, respectat de ceilalți senatori
Îndatoririle acestui oficiu includ:
- Declararea începerii și încheierii sesiunilor Senatului
- Deciderea agendei
- Deciderea locului sesiunii
- Impunerea ordinii și a altor reguli ale sesiunii
- Întâlnirea, în numele Senatului, cu ambasade ale altor țări
- Redactarea, în numele Senatului, a scrisorilor și mesajelor

După căderea Republicii Romane, oficiul de princeps senatus era inclus în cel de împărat (vezi și: princeps). Însă în timpul Crizei secolului al III-lea, alte persoane au deținut acest oficiu; viitorul împărat Valerian l-a deținut în 238, în timpul domniilor lui Maximinus Thrax și Gordian I.

### Listă incompletă deprincipes senatus
- 214 î.Hr. – Marcus Fabius Buteo
- 209 î.Hr. – Quintus Fabius Maximus Verrucosus
- 199 î.Hr. – Scipio Africanus
- 184 î.Hr. – Lucius Valerius Flaccus
- 179 î.Hr. – Mamercus Aemilius Lepidus
- 147 î.Hr. – Publius Cornelius Scipio Nasica
- 136 î.Hr. – Appius Claudius Pulcher
- 131 î.Hr. – Lucius Cornelius Lentulus Lupus
- 125 î.Hr. – Publius Cornelius Lentulus
- 115 î.Hr. – Marcus Aemilius Scaurus
- 86 î.Hr. - Lucius Valerius Flaccus